# Kangnam
Kangnam (kor. 강남구역, Kangnam-guyŏk) – jedna z 19 dzielnic stolicy Korei Północnej, Pjongjangu. Znajduje się w południowo-zachodniej części miasta. W 2008 roku liczyła 69 279 mieszkańców. Składa się z 1 miejscowości (kor. ŭp) i 18 wsi (kor. ri). Graniczy z dzielnicą Rangnang od północy i z powiatami Hwangju od południowego zachodu, Chunghwa od wschodu, a także z miastem Songnim od południowego wschodu.

## Historia
Jako samodzielna jednostka administracyjna, powiat Kangnam powstał w grudniu 1952 roku z połączenia miejscowości (kor. myŏn): Namgot, Yangjŏng, Haeap, Sinhŭng i Dangjŏng (powiat Chunghwa). W maju 1963 roku odłączony od prowincji P’yŏngan Południowy i przyłączony do Pjongjangu. W 2010 roku znalazł się w granicach administracyjnych prowincji Hwanghae Północne. Jej częścią był jednak tylko przez rok – w 2011 roku wrócił w granice stolicy Korei Północnej. Wydzielenie powiatu ze stolicy w 2010 roku nastąpiło prawdopodobnie w celu sztucznego łagodzenia problemów z dystrybucją żywności, występujących wówczas w stolicy Korei Północnej – przetasowania administracyjne miały wpływ na zmianę źródeł zaopatrzenia ludności danego terenu w żywność.

## Podział administracyjny dzielnicy
W skład dzielnicy wchodzą następujące jednostki administracyjne:
| Nazwa jednostki administracyjnej | Rodzaj jednostki administracyjnej | Chosŏn'gŭl | Hancha |
| -------------------------------- | --------------------------------- | ---------- | ------ |
| Kangnam-ŭp                       | miasteczko                        | 강남읍     | 江南邑 |
| Mun'am-ri                        | wieś                              | 문암리     | 文岩里 |
| Koŭp-ri                          | wieś                              | 고읍리     | 古邑里 |
| Tongjŏng-ri                      | wieś                              | 동정리     | 東井里 |
| Ryonggyo-ri                      | wieś                              | 룡교리     | 龍橋里 |
| Ryup'o-ri                        | wieś                              | 류포리     | 柳浦里 |
| Isan-ri                          | wieś                              | 이산리     | 二山里 |
| Yŏngjin-ri                       | wieś                              | 영진리     | 英進里 |
| Kanch'ŏn-ri                      | wieś                              | 간천리     | 間川里 |
| Sŏkho-ri                         | wieś                              | 석호리     | 石湖里 |
| Ryonggok-ri                      | wieś                              | 룡곡리     | 龍谷里 |
| Sinhŭng-ri                       | wieś                              | 신흥리     | 新興里 |
| Sang'am-ri                       | wieś                              | 상암리     | 上岩里 |
| Ryongp'o-ri                      | wieś                              | 룡포리     | 龍浦里 |
| Sinjŏng-ri                       | wieś                              | 신정리     | 新井里 |
| Koch'ŏn-ri                       | wieś                              | 고천리     | 古川里 |
| Tanggok-ri                       | wieś                              | 당곡리     | 唐谷里 |
| Janggyo-ri                       | wieś                              | 장교리     | 長橋里 |
| Majŏng-ri                        | wieś                              | 마정리     | 馬井里 |